# 両国橋 (広島県・山口県)
両国橋（りょうごくばし）は、広島県・山口県県境を流れる小瀬川に架かる道路橋である。

## 概要
山口県道・広島県道1号岩国大竹線の橋で、広島県大竹市木野と山口県岩国市小瀬を結んでいる。安芸国と周防国を結ぶことから「両国」の名がついた。橋の上流側すぐ隣には自転車・歩行者用の橋が架けられている。
東側（広島県側）は国道186号線と、西側（山口県側）は山口県道135号北中山岩国線と接続している。
橋のある場所の河原では毎年3月上旬に「ひな流し」が行われる。

## 歴史

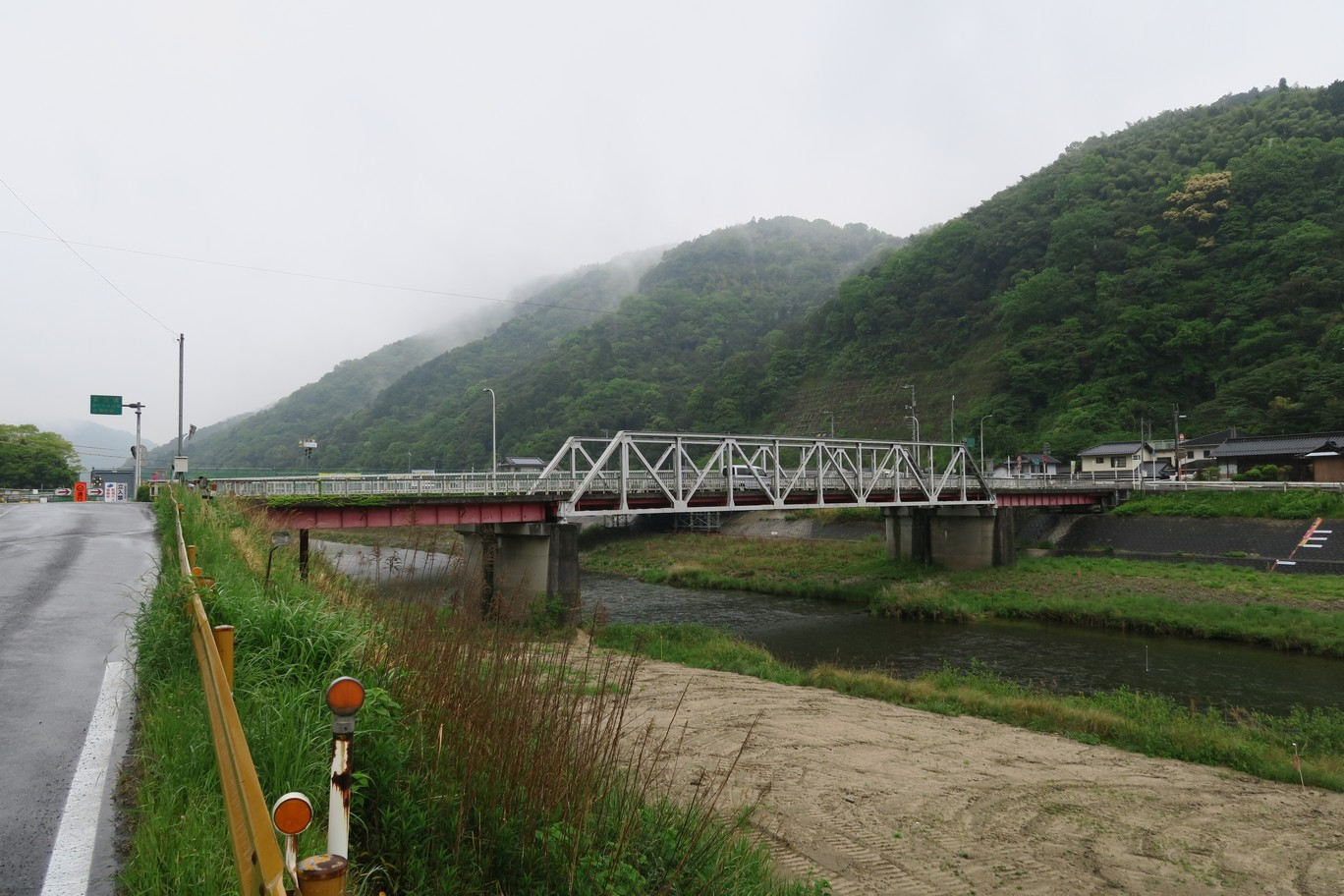
架替前の両国橋（山口県側下流から撮影）

このルート上には、古代以来山陽道が通っており、江戸時代には渡し船があった（芸防の渡し場跡）。この渡船場から300メートルほど上流の地点で1917年（大正6年）に架橋されたのが両国橋である。設置者は小瀬と木野の有志で、1回1銭または月50銭の渡橋料を取っていた。
数回の流出の後、1936年（昭和11年）に両国橋は村営となり、同時に無料化された。1948年（昭和23年）にはリース台風により流出し、同年に橋脚をコンクリートとした木造の吊り橋に架け替えられている。その後、1954年（昭和29年）に現在の鉄筋コンクリート橋に改架された。しかし車道幅4.5mと狭い上に老朽化したため、60m上流に新橋を建設するとともに、現橋附近で狭くなっている川幅を広げ、洪水対策を実施することになり、2010年度から用地買収が開始された。
東側の海沿いに国道2号が整備されたが、県道岩国大竹線の一部にあたる両国橋はバイパスルートとして使用されてきた。21世紀に入っても、1日あたり数千台の車両が両国橋を通過している。